# Winton Motor Carriage Company
La Winton Motor Carriage Company è stata una casa automobilistica statunitense che è stata attiva dal 1897 al 1924 a Cleveland, nell'Ohio. È stata tra le prime aziende a produrre autovetture per il mercato statunitense. Continuò le attività produttive con la realizzazione di motori marini fino al 1937. Furono della Winton il primo concessionario di auto aperto negli Stati Uniti e il primo bilico per il trasporto di autovetture utilizzato nella nazione nordamericana citata. Nel 1901 la Winton si posizionò al secondo posto assoluto tra i costruttori automobilistici statunitensi per numero di esemplari prodotti.

## Storia

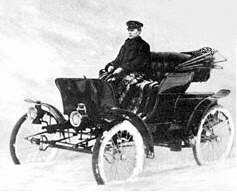
Una Winton del 1899

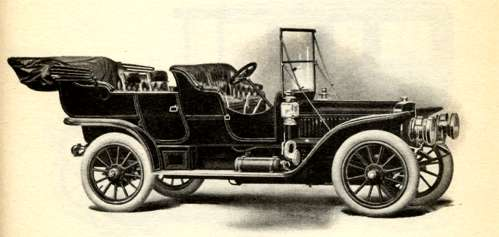
Una Winton del 1908

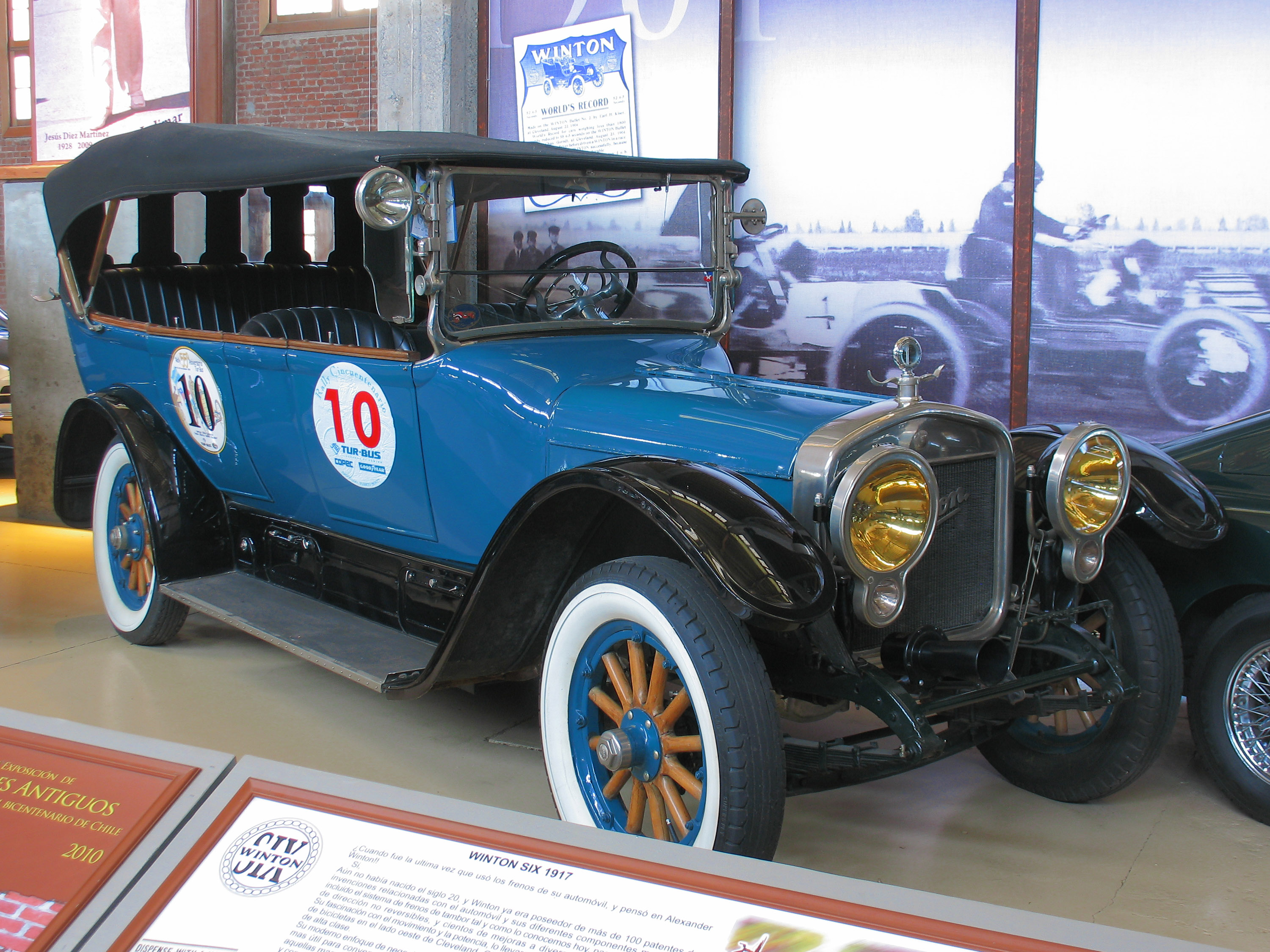
Una Winton Six del 1917

Prima di fondare la compagnia automobilistica omonima, Alexander Winton, immigrato proveniente dalla Scozia, possedeva un'attività imprenditoriale finalizzata alla produzione di biciclette, la Winton Bicycle Company. Prima di avviare la Winton Motor Carriage Company realizzò, in via sperimentale, un prototipo di autovettura con motore monocilindrico.
La Winton Motor Carriage Company venne fondata il 15 marzo 1897. Il primo modello prodotto fu realizzato a mano. I primi modelli erano caratterizzati da sedili imbottiti, tettuccio in pelle e fanali a gas. In questo periodo la Winton produsse due prototipi perfettamente funzionanti. Nel maggio del 1897 il prototipo con motore da 10 CV raggiunse la velocità di 54 km/h in un tracciato sterrato intorno a Cleveland. Il modello fu però criticato per l'affidabilità. Alexander Winton quindi lo impiegò in una gara di durata che si sviluppò tra Cleveland a New York su un percorso di 1.300 km. Nel 1898 la Winton realizzò e mise in commercio il suo primo modello furgonato. Nello stesso anno la Winton riuscì a vendere altri 21 esemplari di autovettura; uno di essi fu comprato da James Ward Packard, che fondò di lì a poco la casa automobilistica Packard.
Nel 1899 le vetture Winton prodotte furono invece un centinaio. Questi volumi produttivi permisero alla Winton di diventare la prima casa automobilistica statunitense produttrice di modelli con motore a scoppio per entità di vendite. Per tale motivo, nel 1899, la Winton aprì il suo primo concessionario, che fu avviato a Reading, in Pennsylvania, e che fu il primo negli Stati Uniti. Per inviare i modelli a questo concessionario, la Winton si servì del primo bilico mai utilizzato negli Stati Uniti. Uno di questi bilici è conservato presso il Larz Anderson Auto Museum, Brookline, Massachusetts.
A partire dal 1901 le vendite iniziarono a crescere velocemente. Inoltre, la Winton iniziò a partecipare a competizioni automobilistiche. Nel 1902 un modello Winton, la Bullet, raggiunse la velocità record i 113 km/h. Questo primato di velocità terrestre non fu però registrato ed omologato dagli organi preposti. Nel 1903 Horatio Nelson Jackson attraversò con successo gli Stati Uniti in 64 giorni su un modello Winton. Questo modello è conservato presso National Museum of American History. Dopo il 1904 la gamma Winton si arricchì di molti modelli, che furono commercializzati in diverse versioni.
Negli anni venti le vendite di modelli Winton iniziarono a calare. Il motivo risiedeva nei mancati aggiornamenti dei modelli, sia da un punto di vista ingegneristico che di design. Il Winton cessò la produzione automobilistica l'11 febbraio 1924. L'azienda continuò però la realizzazione di motori marini. La Winton Engine Corporation, cioè la divisione della Winton che si occupava di motori, il 20 giugno 1930 entrò a far parte della General Motors. Nel 1937 la Winton Engine Corporation cambiò nome in Cleveland Diesel Engine Division, ponendo fine ad una storia decennale.